# Sulk
Albums de Associates
Fourth Drawer Down
(1981) Perhaps
(1985)
Sulk est le troisième album de Associates, sorti en 1982. 

## L'album
Le classement des titres est différents dans la version publiée chez Sire aux États-Unis par rapport à la version britannique. Le titre Party fears two atteint la 9e place du hit-parade au Royaume-Uni, ce qui est le meilleur classement obtenu par un de leurs titres. L'album influencera de nombreux groupes de pop synthétique dont Duran Duran. Il fait partie des 1001 Albums You Must Hear Before You Die. 

### Titres
Tous les titres sont de Alan Rankine et Billy MacKenzie, sauf mentions.
1. Arrogance Gave Him Up (3:00)
2. No (5:50)
3. Bap De La Bap (4:18)
4. Gloomy Sunday (Rezső Seress, Sam M. Lewis) (4:11)
5. Nude Spoons (4:21)
6. Skipping (Rankine, MacKenzie, Michael Dempsey) (4:03)
7. It's Better This Way (3:30)
8. Party Fears Two (5:12)
9. Club Country (5:32)
10. nothinginsomethingparticular (2:19)

### Musiciens
- Billy Mackenzie : voix
- Michael Dempsey : basse
- Alan Rankine : guitare, claviers
- John Murphy : batterie
- Martha Ladly : voix, claviers